# Kalalomp
Kalalomp, auch Kitseoja veehoidla, ist ein künstlicher See in der Landgemeinde Kanepi im Kreis Põlva auf dem estnischen Festland. 2,5 Kilometer vom 5,7 Hektar großen See entfernt liegt das Dorf Puugi und 49,4 Kilometer entfernt liegt der 3555 km² große Peipussee (Peipsi-Pihkva järv).